# Обухово (Рязанская область)
Обухово — деревня в Пителинском районе Рязанской области. Входит в Пеньковское сельское поселение.

## География
Находится в северо-восточной части Рязанской области на расстоянии приблизительно 7 км на юго-восток по прямой от районного центра поселка Пителино.

## История
В 1862 году здесь (тогда деревня Обухова Елатомского уезда Тамбовской губернии) было учтено 69 дворов.

## Население
Численность населения: 616 человек (1862 год), 3 в 2002 году (русские 100 %), 0 в 2010.